# سید مجید محسنی‌مهر
سید مجید محسنی‌مهر سیاست‌مدار ایرانی بود، که در دوره‌های  بیست و یکم  و  بیست و دوم  بعنوان نماینده دماوند در مجلس شورای ملی حضور داشت.